# بزیلدون
latitudeبزیلدونCentral_London_distanceبزیلدونlongitudeبزیلدون
بزیلدون (به انگلیسی: Basildon) شهری در کشور انگلستان است که این کشور خود بخشی از بریتانیا محسوب می‌شود. این شهر در سال ۱۹۹۱ میلادی ۱۰۰٫۹۲۴ نفر جمعیت داشته و در سرشماری سال ۲۰۰۱ جمعیت آن به ۹۹٫۸۷۶ نفر رسیده‌است. میزان رشد سالانهٔ جمعیت بزیلدون ‎۰٫۰۶ درصد می‌باشد و جمعیت این شهر در سال ۲۰۱۲ به ۱۰۰٫۵۸۹ نفر تغییر یافت.